# When the Tigers Broke Free
"When the Tigers Broke Free" (também descrita como When the Tygers Broke Free) é uma canção do grupo inglês Pink Floyd, escrita pelo baixista Roger Waters, descrevendo a morte de seu pai, Eric Fletcher Waters, morto durante a Segunda Guerra Mundial.
A música foi escrita ao mesmo tempo do álbum The Wall, portanto a copyright é datada de 1979, mas não foi lançada antes da versão do filme. A música foi lançada em faixa separada, em um single de 7" no dia 26 de julho de 1982, com 2 minutos e 55 segundos de duração. A música foi incluída na edição especial do álbum The Final Cut, lançado em 2004, sendo uma de suas primeiras faixas.

## Contexto
A canção retrata a campanha britânica conhecida como Operação Shingle, onde as forças Aliadas desembarcaram nas praias de Anzio visando libertar Roma do controle do III Reich, no contexto da Campanha da Itália, Segunda Guerra Mundial, em 1944. As forças britânicas incluíam a Companhia C de Fuzileiros Reais, a qual o pai de Roger Waters, Eric, serviu. Waters conta que o comando da operação pediu que as tropas recuassem diante do avanço dos tanques Tiger I alemães, mas os generais recusaram, e "A ponte de Anzio foi controlada ao preço de centenas de vidas comuns", quando os tanques quebraram as linhas britânicas, matando toda a Companhia C, incluindo o pai de Roger Waters.
A segunda parte da canção retrata Roger recebendo uma carta de condolência do Rei George, e ressentimento com os militares, pois "o Alto Comando tirou papai de mim".